# Carsten Hemmingsen
Carsten Hemmingsen (født 18. december 1970 i Odense) er en dansk tidligere professionel fodboldspiller. Han er bror til Michael Hemmingsen, og hans foretrukne position var midtbanen. Han var en del af det danske hold, der i 1995 vandt Confederations Cup i Saudi-Arabien, hvor han spillede sin eneste landskamp. Senest var han træner for Slagelse B&I.

## Spillerkarriere
Hemmingsen begyndte sin karriere i Brændekilde-Bellinge Boldklub og spillede sidenhen i B 1913, Odense Boldklub, FC København, Vejle Boldklub, Akademisk Boldklub og AGF. Han stoppede sin karriere som fodboldspiller i 2005, men har siden fungeret som træner, senest for Aarup. Han blev i 2007 uddannet massør.

## Virke efter aktiv fodboldkarriere
Han er fra februar 2013 ansat som fodboldtræner på Nørre Åby Efterskole som fodboldtræner på deres fodboldhold.
Han blev i november 2018 fyret som cheftræner for BK Marienlysts hold i 2. division efter fire point i 16 kampe.
I 2020 blev han træner for Odder IGF, hvor han stoppede i december 2021.
I juni 2022 blev han ny træner for Slagelse B&I. Han blev fyret den 11. april 2023 pga. en række dårlige resultater.